# Peter DeFazio
Peter Anthony DeFazio (ur. 27 maja 1947 w Needham, Massachusetts) – amerykański polityk, członek Partii Demokratycznej. W latach 1987–2023 był przedstawicielem czwartego okręgu wyborczego w stanie Oregon w Izbie Reprezentantów Stanów Zjednoczonych.